# 稲葉陽
稲葉 陽（いなば あきら、1988年8月8日 - ） は、西宮市出身の将棋棋士。井上慶太九段門下。棋士番号は269。アマ強豪の稲葉聡は実兄。関西所属であり、糸谷哲郎、豊島将之、村田顕弘とともに「関西若手四天王」と呼ばれる棋士の一人。
既婚。

## 棋歴
プロフィール上の出身地は西宮市だが、幼少期に同じ兵庫の加古川市に引っ越しており、加古川市出身として扱われることも多い。2017年現在も加古川市在住で、加古川市からは加古川観光大使を委嘱されている。

### 修行時代
三人兄弟の末っ子三男。幼稚園時代に父親の影響で将棋を覚えるが、父と兄（次兄の稲葉聡。長兄については後述。）が全く勝たせてくれないため、最初は逃げていたという。当時は運動好きで主にサッカーをやっていた。加古川市立氷丘南小学校2年のときに井上慶太の主宰する「加古川将棋倶楽部」に兄とともに通い始める。奨励会の入会試験では二次試験で糸谷哲郎と当たり勝利する。第42回奨励会三段リーグ（2007年度後期）で13勝5敗の成績（1位）を修め、2008年4月、19歳でプロ入り。

### 新人・若手時代
プロ1年目で10連勝と8連勝を各1回記録したが、金井恒太の11連勝にあと1つ及ばず、将棋大賞の連勝賞を受賞できなかった。
初参加の棋聖戦となる第80期（2009年度）棋聖戦（2008年 - 2009年）において、タイトル経験者でA級九段の谷川浩司、郷田真隆らを破り、8連勝（リーグ戦も無敗）で決勝トーナメント（ベスト8）に進出。さらに、元竜王でA級九段の藤井猛、谷川（2度目）を破って挑戦者決定戦に進出。しかし、木村一基に敗れ、羽生善治棋聖への挑戦権獲得と五段昇段のチャンスを逃した。
さらに、竜王戦では、初参加の第22期（2009年度）竜王ランキング戦6組（2008 - 2009年）で優勝し、本戦トーナメント入りを果たす。その一方で、新人王戦の初戦（2009年1月9日）で女流棋士の里見香奈に敗れ、女流棋士の対男性棋士勝利の最年少記録を献上してしまった。
2010年度の第81期棋聖戦は、前期成績（ベスト4以上）により本戦にシードされる。準決勝で渡辺明に敗れたものの、またもベスト4入りし、次期のシード権は確保した。同年度、第69期順位戦C級2組では稲葉を含む5人が8勝2敗で終えたが、前期順位の差で昇級を果たし、これに伴い五段に昇段した。
第24期（2011年度）竜王戦5組で優勝し、2度目の本戦進出。翌第25期（2012年度）竜王戦4組でも優勝（準決勝勝利時点で規定により六段昇段）。
2013年、第21期銀河戦で橋本崇載を降し、初の一般棋戦優勝。これにより、七段へ昇段を果たす。
2015年3月28日、将棋電王戦FINAL第3局にてやねうら王と対局し、116手で敗れた。

### A級
2016年2月18日、第74期順位戦B級1組第12回戦にて畠山鎮七段に勝利し、最終局を残して2位以上が確定。A級昇級と八段昇段を決めた。
2017年2月25日、第75期順位戦A級最終戦で森内俊之九段に勝利し、8勝1敗の成績で首位を保持し、佐藤天彦名人との名人戦の挑戦権を獲得した（2敗で追いかけていた羽生善治と広瀬章人がともに敗れて3敗となったため、結果に関わらず挑戦権は獲得していた）。これにより、2年連続A級に初昇進した棋士が名人戦に挑戦することとなり、20代同士の対局は、1996年の羽生善治名人対森内俊之八段（いずれも当時）以来、21年ぶりとなった。
2017年度の第75期名人戦七番勝負は2勝4敗に終わり、稲葉の名人位奪取は成らなかった。
第76期順位戦A級では、2勝4敗からの4連勝で、自身も含めた6人によるプレーオフとなる。2年連続の名人挑戦権獲得を掛けたプレーオフでは羽生善治に敗れた。
第67回NHK杯戦では、中学生棋士として話題になっていた藤井聡太を3回戦で破る等で順調に勝ち進み、決勝に進出。決勝で山崎隆之に敗れ、準優勝となる。第69回NHK杯戦で2年ぶりに決勝まで勝ち進むも、決勝で深浦康市に敗れ、またもや準優勝となった。翌年、第70回NHK杯戦で2年連続で決勝に進出。決勝で斎藤慎太郎八段に勝利し、3回目の挑戦で初優勝を果たした。
第79期順位戦A級では2勝7敗でB級1組へ降級するが、翌期の第80期順位戦B級1組では藤井聡太らを破り、9勝3敗でA級復帰を決めた。
第36期竜王戦では、1組で優勝を果たした。

## 棋風
基本的には、角換わり、横歩取りなどを多く指す居飛車党である。
どちらかと言えば受け将棋であり、カウンターの鋭さには定評がある。電王戦での二つ名は「泰然自若の冒険家」。

## 人物
- 名前の由来は「太陽のように明るい子に育ってほしいという意味だったと思う」とのこと[14]。
- 高校の同級生にプロ野球選手の藤井亮太（東京ヤクルトスワローズ）がいる[15]。
- 2021年度の第4回ABEMAトーナメントでチームリーダーとなった時は、メンバーを加古川市出身である久保利明と船江恒平を迎えて『チーム加古川観光大使』、同年度第1回師弟ABEMAトーナメントで師匠で加古川在住である井上慶太から指名を受けたときは、『加古川の太陽』として戦った。
- 第80期棋聖戦挑戦者決定戦で木村一基に敗れた後、2009年6月13日放送の囲碁・将棋ジャーナルに、羽生対木村の第1局の解説役として出演。その頃、木村が和服を着た対局で10戦全敗であることに室田伊緒（聞き手役）が触れた際、「（自分との）挑戦者決定戦のときにも着てほしかった」と冗談を言った。
- 兄・稲葉聡も同じ井上門下で奨励会に在籍していた。入会年度は1999年で陽より1年先輩であったが、2001年に3級で退会。その後アマチュアに転向し、第1回（2007年）、第3回（2009年）の朝日杯将棋オープン戦にアマチュア枠で出場し、第3回の開幕戦では陽との同時出場が実現した。2011年にはアマ竜王となり、平成23年度後期奨励会三段リーグ編入試験を受験した（結果は不合格）。2015年の加古川青流戦で、一般棋戦におけるアマチュア枠の優勝という史上初の快挙を果たした。陽は聡について、「自分より強いときにやめて、兄が将棋をやめている間に実力で抜いてしまったので、勝負として抜いた実感はありません」と述べている。なお、もう一人兄がいるが（聡は二男、陽は三男）、その兄は将棋に興味を持たず、ルールを知っているかどうかという程度という[7]。
- 趣味のひとつがテニス。関西将棋会館のテニス部に所属し、西川和宏や船江恒平、宮本広志、平藤眞吾、出口若武とともにプレイしている[14]。
- モノポリーが好きで特別枠で全国大会に出場したことがある[14]。
- 阪神タイガースのファン[14]。
- 酒好き。甘い日本酒が好きで富山県の「勝駒」は、味も名前も気に入っているとのこと[14]。また、棋士仲間でバーベキューをしていた際に飲みすぎて急性アルコール中毒になり救急車で運ばれたことを山崎隆之に暴露された[16]。
- 2021年1月11日に一般女性と入籍[3]。

## 昇段履歴
昇段規定は、将棋の段級 を参照。
- 2000年09月00日 ： 6級 = 奨励会入会
- 2005年02月00日 ： 三段（第37回奨励会三段リーグ<2005年度前期>から三段リーグ参加）
- 2008年04月01日 ： 四段（第42回奨励会三段リーグ成績1位）[17] = プロ入り
- 2011年03月08日 ： 五段（順位戦C級1組昇級）[18]
- 2012年05月01日 ： 六段（竜王ランキング戦連続2回昇級）[19]
- 2013年08月16日 ： 七段（全棋士参加棋戦優勝=銀河戦優勝）[11]
- 2016年02月18日 ： 八段（順位戦A級昇級）[21]

## 主な成績

### タイトル戦履歴
- 名人戦 挑戦 1回（2017年度）

登場回数 1回（タイトル獲得なし）

### 一般棋戦優勝
- 銀河戦 優勝 1回（2013年度）
- NHK杯テレビ将棋トーナメント 優勝1回（2020年度）

優勝回数 合計2回

### 非公式戦優勝
- ABEMAトーナメント 2回（2022年・第5回、2024年・第7回、ともにチーム稲葉のリーダーとして）

### 在籍クラス
| 開始 年度 | (出典)順位戦出典 | (出典)順位戦出典 | (出典)順位戦出典 | (出典)順位戦出典 | (出典)順位戦出典 | (出典)順位戦出典 | (出典)順位戦出典 | (出典)順位戦出典 | (出典)竜王戦出典 | (出典)竜王戦出典 | (出典)竜王戦出典 | (出典)竜王戦出典 | (出典)竜王戦出典 | (出典)竜王戦出典 | (出典)竜王戦出典 | (出典)竜王戦出典 | (出典)竜王戦出典 | (出典)竜王戦出典 |
| 開始 年度 | 期               | 名人             | A級              | B級              | B級              | C級              | C級              | 0                | 期               | 竜王             | 1組              | 2組              | 3組              | 4組              | 5組              | 6組              | 決勝 T           |                  |
| 開始 年度 | 期               | 名人             | A級              | 1組              | 2組              | 1組              | 2組              | 0                | 期               | 竜王             | 1組              | 2組              | 3組              | 4組              | 5組              | 6組              | 決勝 T           |                  |
| --- | ---------------- | ---------------- | ---------------- | ---------------- | ---------------- | ---------------- | ---------------- | ---------------- | ---------------- | ---------------- | ---------------- | ---------------- | ---------------- | ---------------- | ---------------- | ---------------- | ---------------- | ---------------- |
| 2008 | 67               |                  |                  |                  |                  |                  | C242             | 5-5              | 22               |                  |                  |                  |                  |                  |                  | 6組              | 0-1              | 6-0              |
| 2009 | 68               |                  |                  |                  |                  |                  | C228             | 6-4              | 23               |                  |                  |                  |                  |                  | 5組              |                  | --               | 1-2              |
| 2010 | 69               |                  |                  |                  |                  |                  | C213             | 8-2              | 24               |                  |                  |                  |                  |                  | 5組              |                  | 0-1              | 5-0              |
| 2011 | 70               |                  |                  |                  |                  | C129             |                  | 7-3              | 25               |                  |                  |                  |                  | 4組              |                  |                  | 1-1              | 5-0              |
| 2012 | 71               |                  |                  |                  |                  | C107             |                  | 9-1              | 26               |                  |                  |                  | 3組              |                  |                  |                  | --               | 4-1              |
| 2013 | 72               |                  |                  |                  | B221             |                  |                  | 6-4              | 27               |                  |                  | 2組              |                  |                  |                  |                  | --               | 2-2              |
| 2014 | 73               |                  |                  |                  | B211             |                  |                  | 9-1              | 28               |                  |                  | 2組              |                  |                  |                  |                  | 1-1              | 4-0              |
| 2015 | 74               |                  |                  | B112             |                  |                  |                  | 10-2             | 29               |                  | 1組              |                  |                  |                  |                  |                  | --               | 0-2              |
| 2016 | 75               |                  | A09              |                  |                  |                  |                  | 8-1              | 30               |                  |                  | 2組              |                  |                  |                  |                  | 1-1              | 4-0              |
| 2017 | 76               |                  | A 01             |                  |                  |                  |                  | 6-4              | 31               |                  | 1組              |                  |                  |                  |                  |                  | --               | 2-2              |
| 2018 | 77               |                  | A 02             |                  |                  |                  |                  | 3-6              | 32               |                  | 1組              |                  |                  |                  |                  |                  | --               | 2-2              |
| 2019 | 78               |                  | A 08             |                  |                  |                  |                  | 4-5              | 33               |                  | 1組              |                  |                  |                  |                  |                  | --               | 2-2              |
| 2020 | 79               |                  | A 08             |                  |                  |                  |                  | 2-7              | 34               |                  | 1組              |                  |                  |                  |                  |                  | --               | 2-2              |
| 2021 | 80               |                  |                  | B101             |                  |                  |                  | 9-3              | 35               |                  | 1組              |                  |                  |                  |                  |                  | --               | 2-2              |
| 2022 | 81               |                  | A 10             |                  |                  |                  |                  | 4-5              | 36               |                  | 1組              |                  |                  |                  |                  |                  | 0-1              | 4-0              |
| 2023 | 82               |                  | A 07             |                  |                  |                  |                  | 4-5              | 37               |                  | 1組              |                  |                  |                  |                  |                  | --               | 0-2              |
| 2024 | 83               |                  | A 05             |                  |                  |                  |                  |                  | 38               |                  |                  | 2組              |                  |                  |                  |                  | --               |                  |
| 2025 | 84               |                  |                  | B102             |                  |                  |                  |                  | 39               |                  |                  |                  |                  |                  |                  |                  |                  |                  |
| 順位戦、竜王戦の 枠表記 は挑戦者。右欄の数字は勝-敗(番勝負/PO含まず)。 順位戦の右数字はクラス内順位 ( x当期降級点 / *累積降級点 / +降級点消去 ) 順位戦の「F編」はフリークラス編入 /「F宣」は宣言によるフリークラス転出。 竜王戦の 太字 はランキング戦優勝、竜王戦の 組(添字) は棋士以外の枠での出場。 |                  |                  |                  |                  |                  |                  |                  |                  |                  |                  |                  |                  |                  |                  |                  |                  |                  |                  |

### 年度別成績
| 年度             | 対局数 | 勝数 | 負数 | 勝率   | (出典) |
| ---------------- | ------ | ---- | ---- | ------ | ------ |
| 2008             | 43     | 30   | 13   | 0.6976 | [ 24 ] |
| 2009             | 40     | 25   | 15   | 0.6250 | [ 25 ] |
| 2010             | 42     | 31   | 11   | 0.7380 | [ 26 ] |
| 2008-2010 (小計) | 125    | 86   | 39   |        |        |
| 年度             | 対局数 | 勝数 | 負数 | 勝率   | (出典) |
| 2011             | 43     | 28   | 15   | 0.6511 | [ 27 ] |
| 2012             | 42     | 31   | 11   | 0.7380 | [ 28 ] |
| 2013             | 34     | 24   | 10   | 0.7058 | [ 29 ] |
| 2014             | 37     | 26   | 11   | 0.7027 | [ 30 ] |
| 2015             | 42     | 29   | 13   | 0.6904 | [ 31 ] |
| 2016             | 32     | 22   | 10   | 0.6875 | [ 32 ] |
| 2017             | 46     | 27   | 19   | 0.5869 | [ 33 ] |
| 2018             | 33     | 15   | 18   | 0.4545 | [ 34 ] |
| 2019             | 43     | 22   | 21   | 0.5116 | [ 35 ] |
| 2020             | 34     | 17   | 17   | 0.5000 | [ 36 ] |
| 2011-2020 (小計) | 386    | 241  | 145  |        |        |
| 年度             | 対局数 | 勝数 | 負数 | 勝率   | (出典) |
| 2021             | 40     | 24   | 16   | 0.6000 | [ 37 ] |
| 2022             | 36     | 19   | 17   | 0.5277 | [ 38 ] |
| 2023             | 30     | 12   | 18   | 0.4000 | [ 39 ] |
| 2021-2023 (小計) | 106    | 55   | 51   |        |        |
| 通算             | 617    | 382  | 235  | 0.6191 | [ 40 ] |
| 2023年度まで     |        |      |      |        |        |

## 著書
- マイナビ将棋BOOKS 横歩取り必勝ガイド（2012年2月、マイナビ、ISBN 978-4839941789）
- 稲葉陽の熱闘順位戦(マイナビ将棋BOOKS)（2013年9月、マイナビ、ISBN 978-4839948580）

## 出演

### テレビ
- 将棋フォーカス（NHK Eテレ、2020年10月 - 2021年3月）番組内将棋講座「稲葉陽の急戦でノックアウト」講師